# 小龙虎泡
小龙虎泡是一个位于中国黑龙江省大庆市的微咸水湖，面积约为16.11平方千米，属于东北平原。它的一级流域为黑龙江流域，二级流域为松花江水系。